# ThinkFree Office
Thinkfree Officeは、韓国のThinkfree Inc.が開発するオフィススイートである。
日本ではかつてインディゾーン、インフォース、ピーエスアイ、ソースネクストがWindows版を販売提供していた。
最初のバージョンは、アメリカのThinkFree.comによって2000年にリリースされた。2004年、韓国のHancomがThinkFreeを買収した。HancomはすでにHancom Officeとしてオフィススイートを開発販売していたが、韓国国内はHancom Office、海外ではThinkfree Officeとして両方を分離して開発販売を続けていくとした。2023年10月、Hancomは同事業部門をThinkfree Inc.として分割した。

## 特徴
初期のバージョンは、Javaを基盤として開発され、Microsoft Windows、Linux、macOSなど様々なプラットフォームをサポートしていた。2016年、Java基盤からC++ベースの新しいWindows用の製品へとリニューアルした。
現在Android及びiOS (アップル)用のネイティブアプリも提供している。
また、ウェブブラウザ基盤の製品では、2018年6月からAmazon Web Services WorkDocsサービス上で、Hancom Thinkfree Office Online による Microsoft Office ファイルのリアルタイムでの作成、共同編集が可能となっている。製作会社hancomのNetffice24でも同時に提供されている。

## 歴史

### 日本におけるリリース履歴
日本では販売権をもつ企業が独自のバージョン番号をつけて販売している場合もあり、他の国とは統一されていない。

#### ThinkFree Office
2000年2月8日、インディゾーンはアメリカThinkFree.com社と業務提携し、ThinkFree Office英語版の無料ダウンロード提供を開始。インターフェースは英語だが日本語を利用可能。
2000年10月18日、日本語版の開発を発表。11月よりベータ版を無償配布。
2001年1月8日、有料化を発表。
2001年6月8日、インフォースが日本における独占販売権を取得したことを発表。
2001年7月12日、インフォースよりパッケージ版が発売。

#### ThinkFree Office2.0
2002年2月8日、インフォースよりパッケージ版が発売。
2003年8月、ピーエスアイが日本におけるマスターディストリビューターとなる。ピーエスアイがThinkFreeOffice2.2日本語版を発売。

#### ThinkFree Office 3
2005年11月、ピーエスアイ日本における独占販売権を取得したことを発表。
2006年3月、ピーエスアイより発売。

#### ThinkFree てがるオフィス (Webサービス)
ソースネクストとThinkFree, Inc.との独占提携により、専用ソフトをインストールすることなくワープロ・表計算・プレゼンテーションファイルをWeb上で作成できるサービス。2007年5月14日よりベータ版提供開始。この時点ではインターフェイスは英語のみ。2007年7月9日より日本語ベータ版公開。2012年11月30日にサービス終了し、作成済み文書のダウンロードも2013年3月31日で終了した。

#### ThinkFree Office（てがるオフィス）
2008年4月3日、ソースネクストからWebサービスのオフライン版としてThinkFreeてがるオフィスパッケージ版発売。
2009年10月6日、Windows 7対応を明確にして、ThinkFree Officeてがるオフィス Windows 7 対応版として再発売。
2010年4月2日、名称をThinkFree Office（てがるオフィス）に改題し、価格も改定。
2014年4月30日サポート終了。

#### ThinkFree Office（Microsoft Office 2010対応版）
2011年4月1日、ソースネクストより発売。

#### ThinkFree Office（Microsoft Office 2013対応版）
2013年5月31日、ソースネクストがダウンロード版発売。7月5日、パッケージ版発売。
2016年11月26日サポート終了。

#### ThinkFree Office (Microsoft Office 2016対応版)
2015年10月22日、ソースネクストがダウンロード版発売。11月27日、パッケージ版発売。
2018年3月3日サポート終了。

#### ThinkFree office NEO
2017年1月25日、ソースネクストがダウンロード版を発売。3月3日、パッケージ版発売。
2019年11月30日サポート終了。

#### Thinkfree office NEO 2019
2018年9月19日、ソースネクストがダウンロード版を発売。11月30日、パッケージ版発売。
Microsoft Officeと同じ和文フォント29書体を追加したPremium版もラインナップされた。
2022年10月22日サポート終了。

#### Thinkfree Office NEO 7
2021年9月9日、ソースネクストがダウンロード版を発売。10月22日、パッケージ版発売。
Microsoft Officeと同じ和文フォント29書体を追加したPremium版もラインナップされた。
2025年1月31日サポート終了。